# Edmond Thieffry
Edmond Thieffry (28. září 1892, Etterbeek, Belgie – 11. dubna 1929, Belgické Kongo) byl belgický stíhací pilot, letecké eso a právník. Stal se třetím nejúspěšnějším belgickým stíhačem první světové války s 10 potvrzenými a 5 pravděpodobnými sestřely.

## Život
Thieffry se narodil v městečku Etterbeek poblíž Bruselu 28. září 1892. Studoval právo na Katholieke Universiteit Leuven, když byl roku 1912 povolán ke službě do armády. Ke studiu se vrátil v lednu 1914 a úspěšně jej zakončil několik dnů před vypuknutím první světové války. Na počátku bojů byl v řadách 10e Régiment de Ligne zajat Němci, ale vzápětí se mu podařilo uprchnout na ukradeném motocyklu do neutrálního Nizozemska. Tam byl nejprve internován, ale díky znalosti práva se domohl propuštění. Vrátil se ke své jednotce, kde se rozhodl, že se stane letcem.
Pilotní křidélka získal v Etampes 21. září 1915. Nejprve létal na průzkumných strojích Voisin a Farman u 4e Escadrille. Po asi 80 bojových letech, byl vzhledem ke svému agresivnímu způsobu pilotování, přeřazen k jednomístným stíhačům. 11. prosince 1916 se připojil k 5e Escadrille vyzbrojené Nieuporty 11. Už 15. března sestřelil svého prvního protivníka – dvoumístný německý letoun. O osm dní později svůj úspěch zopakoval. Když byla na počátku léta 1917 jeho jednotka přezbrojována letouny Nieuport 17, měl už na svém kontě 4 sestřely. S novým letounem 3. července sestřelil najednou hned dva Albatrosy D.III severně od Dixmude a stal se tím leteckým esem.
15. srpna 1917 dostala 5e Escadrille první z 15 nových SPADů S.VII a hned následující den s ním Thieffry sestřelil dvoumístný Albatros. 22. srpna sestřelil německý stíhací letoun a další o čtyři dny později. 31. srpna se osamocený Thieffry utkal se dvěma Albatrosy D.V na západ od Dixmude. V souboji byl jeho SPAD zasažen do nádrže, která začala okamžitě hořet. Thieffry se z této životu nebezpečné situace dokázal dostat tím, že celou nádrž odhodil (SPADy disponovaly touto v té době unikátní možností) a havaroval při nouzovém přistání za belgickými liniemi. Poté, co mu byl přidělen nový SPAD sestřelil u Merckemu 16. října další nepřátelský stíhač. 9. listopadu sestřelil dvoumístný letoun, který mu ale nebyl oficiálně přiznán, protože nemohl být ověřen dalšími svědky. Mimo 10 oficiálně uznaných sestřelů to byl poslední z Thieffryho pěti pravděpodobných sestřelů. 23. února 1918 při útoku na průzkumný letoun byl Thieffryho SPAD sestřelen a Thieffry padl do zajetí. Do Belgie se vrátil až 6. prosince 1918.
Po válce se sice vrátil k praktikování práva, ale i nadále nevynechal jedinou příležitost k létání. 12. února 1925 se spolu s Léopoldem Rogerem vydal na historicky první let z Bruselu do Léopoldvillu v tehdejším Belgickém Kongu. Místo plánovaným sedmi dní cesta vinou počasí a technických problémů trvala 51 dní, ale po návratu do Belgie byli oba letci uvítáni jako hrdinové.
Thieffry se nadále věnoval rozvoji letecké dopravy mezi Belgií a její kolonií v Africe. Ale 29. dubna 1929 se jeho letoun Avimeta CM 92 dostal do tropické bouře a havaroval 150 mil od Albertville v Belgickém Kongu. Thieffry spolu se spolupilotem Gastonem Julienem při havárii zahynul.

## Zajímavosti
Na počest Edmonda Thieffryho byla jedna ze stanic bruselského metra na lince 1A v městské části Etterbeek pojmenována Thieffry (otevřena 20. září 1976).